# Mala čigra
Male čigre (lat. Sterna albifrons) su najinteligentnije i najspretnije čigre. Tijelo im je vitko, pa su vrlo lagane (40-60 g). Hrane se sitnim ribama, račićima i kukcima. Dok love lete nisko nad rijekom. Kad uoče plijen strelovito se obrušavaju i hvataju ga. Paze da im Sunce bude iza leđa da imaju dobru vidljivost, a plijen lošu. Male čigre love i u letu.
Zimovalište malih čigri proteže se od Atlantskog pa sve do Indijskog oceana. Taj ogromni put ponavljaju dvaput gopdišnje. Za to treba mnogo vještine i iskustva.
Zato su dugovječne.Motiv male čigre objavljen je i na poštanskoj marci RH.

## Razmnožavanje
Gnijezde se u kolonijama na šljunčanim otocima, najčešće s brojnijom crvenokljunom čigrom. Stvaraju parove s kojima ostaju nekoliko sezona gniježđenja. Rade gnijezda od biljnog materijala i liježu dva do tri jaja. Oba roditelja sjede na jajima koja se izliježu nakon 21 dan. Ptići počnu letjeti nakon 20ak dana. 

## Mala čigra na europskim rijekama
Još početkom 20. stoljeća mala čigra je bila uobičajena ptica uz europske rijeke. No, gradnja ustava, vađenje šljunka i pijeska i razne mjere obrane od poplava, promijenile su prirodni izgled obala, i danas još samo rijetki riječni sistemi Europe imaju obale pogodne za život malih čigri. Među tim rijetkim rijekama su Sava i Drava.
Najproučenije su male čigre koje žive uz obale Drave, na granici između Hrvatske i Mađarske.Tu se gnijezdi još samo 15 parova i WWF s partnerima ulaže napore na očuvanju ovog jedinstvenog ekosistema u Europi.